# 酸化ルテチウム(III)
酸化ルテチウム(III)は白色の固体で、特殊ガラスの製造にときどき使用されるルテチウムの立方体の化合物である。ルテシア(lutecia)とも呼ばれる。希土類とも呼ばれるランタノイド酸化物である。

## 歴史
1879年、スイスの化学者ジャン・マリニャック(1817–1894)はイッテルビウムを発見したと主張したが、のちに元素が混じっていることを発見した。1907年、フランスの化学者ジョルジュ・ユルバン(1872–1938)はイッテルビウムは2つの新たな元素の混合物であり、単一の元素ではないと報告した。2人の他の化学者カール・ヴェルスバッハ(1858–1929)とチャールズ・ジェームス(1880–1926)もほぼ同時期に酸化ルテチウム(III)を抽出した。3人の科学者全員がマリニャックのイッテルビアを最終的にイッテルビウムとルテチウムと呼ばれる2つの元素の酸化物に分離することに成功した。これらの化学者は純粋なルテチウムを分離することはできなかった。ジェームスの分離は非常に質が高かったが、ユルバンとヴェルスバッハは彼の前に発表した。

## 用途
酸化ルテチウム(III)はレーザー結晶の重要な原料である。また、セラミック、ガラス、蛍光体、レーザーにも特化した用途がある。また、クラッキング、アルキル化、水素化、および重合の触媒として使用される。バンドギャップは5.5 eVである。